# Jordi Cotrina
Jordi Cotrina Vidal (Barcelona, 1964) es un fotógrafo español. Especializado en prensa deportiva, trabaja en El Periódico de Catalunya. Formó parte de las plantillas de Mundo Deportivo y La Vanguardia. Ha publicado los libros Más que un ‘dream team’ (1998), Más que una liga (2005), Un Barça de leyenda (2009), Barça, emocions (2012) y, Dedicat a Leo Messi, El mejor (2013). Recibió el premio de la Secretaría General del Deporte a la mejor fotografía deportiva 2005 y el premio Quim Regàs de Periodismo 2012.